# Grzybienie północne

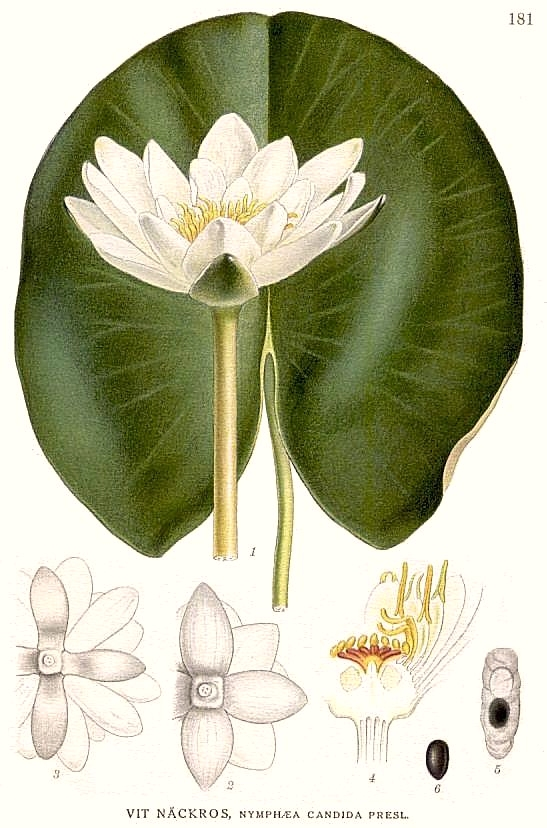
Morfologia

Grzybienie północne, g. zapoznane (Nymphaea candida) – gatunek byliny z rodziny grzybieniowatych (Nymphaeaceae). Jeden z ok. 50 gatunków z rodzaju grzybienie (Nymphaea). Występuje w północnej Europie i Azji. W Polsce spotykany głównie w jeziorach na północy kraju, objęty ochroną.

## Rozmieszczenie geograficzne
Występuje w północnej Europie i Azji (najdalej na południe występuje w Hiszpanii i na Kaukazie). W Polsce rozproszony w północnej części kraju. Po 1980 roku zostały potwierdzone następujące stanowiska w jeziorach północno-wschodniej Polski: Kołowinek koło Dobrego Lasku, Róg, Łękuk i Dubinek koło Orłowa, Legenda koło Zawad Oleckich, Gaładuś koło Żegar oraz Liczonka koło Ruskiej Wsi. Z powodu dużego podobieństwa do grzybieni białych gatunki te są często ze sobą mylone i dlatego też rozmieszczenie grzybieni północnych nie jest dokładnie poznane.

## Morfologia
PokrójRoślina wodna (hydrofit), o pełzających, walcowatych kłączach. Jej liście i kwiaty unoszą się na wodzie. Gatunek bardzo podobny do powszechnie znanych grzybieni białych.
LiścieLiście pływające na powierzchni wody z długim ogonkiem (do 2 m). Liście są skórzaste, jajowate lub koliste, długości do 27 (rzadko 38) cm i szerokości do 23 (32) cm, u nasady głęboko wycięte. W odróżnieniu od grzybieni białych klapy u nasady liścia często zachodzą na siebie (u tego drugiego gatunku są zawsze rozchylone). Żyłki drugiego rzędu przy brzegu połączone ze sobą (cecha dobrze widoczna od spodu). Z wierzchu liście są zielone i pokryte woskiem, od spodu mają kolor fioletowy i pokryte są gęstymi włoskami.
KwiatyNa długich szypułkach, pływające, białe, o średnicy do 9 cm. Są obupłciowe, pozbawione miodników. Kielich jest cztero-, rzadko pięciodziałkowy, z działkami od zewnątrz zielonkawymi, od wewnątrz białymi, długości 2–4 (5) cm. Płatki korony liczne (do 20), ułożone spiralnie i stopniowo przechodzące w liczne pręciki. Pręciki mają nitki różnej długości, przy czym nitki nawet najbardziej wewnętrznych pręcików pozostają szersze od pylników (u grzybieni białych są węższe). Zalążnia kulista lub cylindryczna, zwężająca się ku górze. Znamię pojedynczego słupka jest ciemnożółte do czerwonego, zagłębione w środku, zbudowane z 6–14 promieni.
OwocWielonasienny, jagodopodobny, zielony, z czworokątną nasadą.
KłączeGrube, pełzające, walcowate zakorzenione w dnie.

## Biologia i ekologia
Liście rośliny unoszą się na powierzchni wody dzięki licznym komorom powietrznym w blaszce liściowej i ogonku oraz za sprawą śluzu wydzielanego przez włoski gęsto pokrywające spód liścia. Śluz ten chroni też liść przed wysychaniem. Kwitnie od czerwca do lipca (września). Dzięki kłączu zagłębionemu w mule roślina ma możliwość rozmnażania wegetatywnego. Rozwija się na głębokości od kilkudziesięciu centymetrów do 2 m. Optymalny rozwój osiąga w wypłycających się zatokach jezior.
Siedliskiem są wody stojące lub wolno płynące. Rośnie na płytkich wodach o dnie zwykle torfowym lub piaszczysto-mulistym i mulistym. W odróżnieniu od grzybieni białych preferuje zbiorniki oligo- do słabo eutroficznych, o wodach bardziej miękkich (unika zbiorników z gytią wapienną). Gatunek charakterystyczny dla własnego zespołu Nymphaeetum candidae.

## Systematyka i zmienność
Grzybienie północne bywają ujmowane jako podgatunek grzybieni białych Nymphaea alba subsp. candida (J.Presl & C.Presl) Korsh., jednak w nowszych opracowaniach nazwa ta uznawana jest za synonim Nymphaea candida.
Często tworzy mieszańce z grzybieniami białymi.
Odmiany botaniczne we florze Polski:
- N. candida var. semiaperta (Klinggr.) Con. – kwiaty przez cały czas kwitnienia tylko na wpół rozchylone,
- N. candida var. aperta Con.,
- N. candida var. campanulata Schust.,
- N. candida var. patula Schust.

## Zagrożenia i ochrona
Gatunek objęty jest ochroną gatunkową w Polsce od 1983 roku. Początkowo podlegał ochronie częściowej, a od 1995 znajdował się pod ochroną ścisłą na podstawie rozporządzeń publikowanych kolejno w latach: 1995, 2001, 2004 i 2012. Od 2014 roku gatunek ponownie podlega ochronie częściowej. Ustępuje głównie z powodu eutrofizacji jezior. Zagrożeniem dla gatunku jest także zanieczyszczenie wód. Na niektórych stanowiskach, np. w Zalewie Szczecińskim wyginął całkowicie, a w wielu innych miejscach zmniejszył swoją liczebność. Gatunek został zamieszczony w Polskiej czerwonej księdze roślin (2001) jako narażony na wyginięcie (kategoria VU). W wydaniu z 2014 roku posiada kategorię NT (bliski zagrożenia). Tę samą kategorię otrzymał na polskiej czerwonej liście.